# كارولين ريد
كارولين ريد (بالإنجليزية: Carolyn Reid) هي لاعب هوكي الحقل بريطانية، ولدت في 28 مارس 1972.

## وصلات خارجية
- كارولين ريد على موقع أوليمبيديا (الإنجليزية)
- كارولين ريد على موقع اتحاد ألعاب الكومنولث (مؤرشف) (الإنجليزية)